# 叶步司
葉步司（英語：Conrad Abels；1856年1月31日—1942年2月4日）是天主教荷蘭籍主教及聖母聖心會會士。曾任東三省熱河宗座代牧區宗座代牧及東蒙古宗座代牧區宗座代牧（1897年-1942年）。

## 生平
1856年1月31日，葉步司出生于荷蘭東南部林堡省的市鎮韋爾特。他年輕時便加入聖母聖心會，1879年3月29日23岁時晋铎，1881年3月獲派遣往中國內札薩克蒙古東部地區傳教。1891年，他獲選為當地的圣母圣心会省会长。1896年，東蒙古宗座代牧呂繼賢主教任命葉步司神父為副主教。
呂繼賢主教去世後，葉步司於1897年7月5日獲時任教宗良十三世任命為東蒙古宗座代牧區宗座代牧，領銜土耳其拉加尼亞教區主教。同年10月31日，在松树嘴子主教座堂由同會的遼東滿州宗座代牧紀隆主教主禮晉牧。
1900年庚子之亂期間，葉步司主教带领信徒击退义和团的进攻。他在主教任內，曾分別主禮晉牧葛崇德為西南蒙古宗座代牧（1916年）、南阜民為熱河助理宗座代牧（1922年），並分別襄禮晉牧樊國梁為直隸北境助理宗座代牧（1898年）、藍克復為察哈爾宗座代牧區輔理宗座代牧（1914年）。
1924年12月3日，東蒙古宗座代牧區以教座所在地更名為熱河宗座代牧區，葉步司主教繼續留任宗座代牧。
1942年2月4日，叶步司主教在德佔荷蘭林堡省韋爾特去世，享年86岁。